# Ehra-Lessien
Ehra-Lessien è un comune di 1.613 abitanti della Bassa Sassonia, in Germania.
Appartiene al circondario (Landkreis) di Gifhorn (targa GF) ed è parte della comunità amministrativa (Samtgemeinde) di Brome.
È nota soprattutto grazie al suo omonimo circuito, di proprietà della Volkswagen. In questo circuito l'asfalto tende a seguire la linea della terra, a causa del suo lunghissimo rettilineo (8,7 km). Qui la Bugatti Veyron Super Sport nel 2010 ha battuto il record di Vettura stradale più veloce del mondo toccando una velocità di 431 km/h. A settembre del 2017, nel medesimo impianto, Juan Pablo Montoya ha stabilito un nuovo record, questa volta al volante di una Bugatti Chiron, accelerando da 0 a 400 chilometri orari e riportando nuovamente ferma la vettura in soli 42 secondi. Il 2 agosto 2019 il pilota Andy Wallace alla guida di una Bugatti Chiron appositamente modificata (precisamente un Chiron Super Sport), ha raggiunto la velocità di 490,484 km/h (304,773 mph), superando la barriera psicologica delle 300 mph.